# Stoneley
Stoneley är en udde i Antarktis. Den ligger i Västantarktis. Argentina, Chile och Storbritannien gör anspråk på området.
Terrängen inåt land är huvudsakligen kuperad, men åt sydost är den platt. Havet är nära Stoneley åt nordväst. Trakten är glest befolkad. Närmaste befolkade plats är Mendel Polar Station, 14,3 kilometer nordost om Stoneley. 